# Anolls

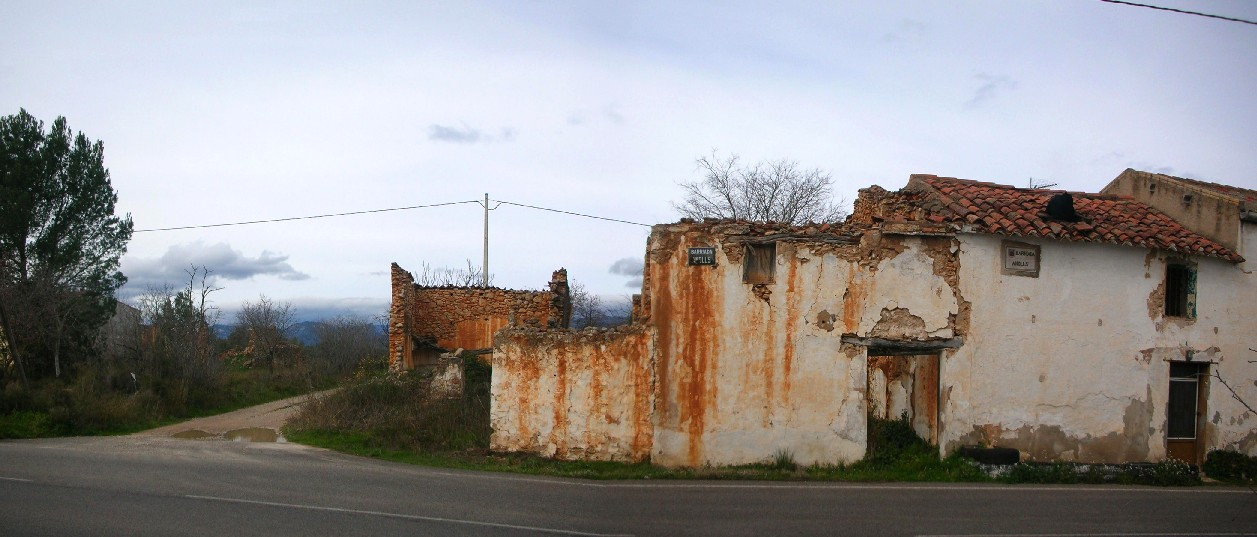
Antigues cases a la vora de la carretera d'Anolls.

Anolls, conegut també com a Barriada Anolls, és una petita caseria o llogaret del municipi d'Ulldecona, al sud de Catalunya a la comarca del Montsià. Aquest nucli està situat a una altitud de 226 m sobre el nivell del mar, a la plana limitada per els Ports de Beseit i la Serra de Godall. És prop d'Els Valentins, a la part nord de la carretera que uneix aquesta població amb el barri d'el Castell. El 2010 les cases antigues d'aquest llogaret es troben en estat de ruïna. Hi ha un parell de cases noves. El conjunt no és gaire gran i tampoc no té un centre definit.